# Nathalie Kelley
Nathalie Kelley (ur. 3 marca 1985 w Limie) – australijska aktorka pochodzenia peruwiańskiego.

## Życiorys
Urodziła się jako córka Peruwianki i Argentyńczyka w Limie. W 1988 r. zamieszkała w Sydney. Ukończyła tam szkołę North Sydney Girls High School. Następnie studiowała politologię i stosunki międzynarodowe na Uniwersytecie Nowej Południowej Walii. Wyjechała do Los Angeles, gdzie zaczęła karierę aktorki. Jej debiut miał miejsce w 2005 r., gdy zagrała w serialu Czarodziejki.
Pojawiła się w dwóch teledyskach Bruno Marsa – Just the Way You Are i Locked Out of Heaven.
W 2018 r. związała się z Jordanem „Jordy” Burrowsem, a 29 kwietnia 2018 wzięła z nim ślub. W 2020 r. para rozeszła się, pozostając małżeństwo w separacji.

## Filmografia
- 2006: Szybcy i wściekli: Tokio Drift (Fast and the Furious: Tokyo Drift) – Neela
- 2008: Na samo dno (Loaded) – April
- 2011–2012: Anatomia prawdy (Body of Proof) – Dani Alvares
- 2012: The Man Who Shook the Hand of Vicente Fernandez – Pretty Annie
- 2016: Cruel Intentions – Carmen Castillo
- 2016–2017: Pamiętniki wampirów (The Vampire Diaries) – Sybil
- 2017–2018: Dynastia (Dynasty) – Cristal Flores
- 2018: In Like Flynn – Zaca
- 2020: Piekarz i piękna (The Baker and the Beauty) – Noa Hamilton